# Kinaza Aurora A

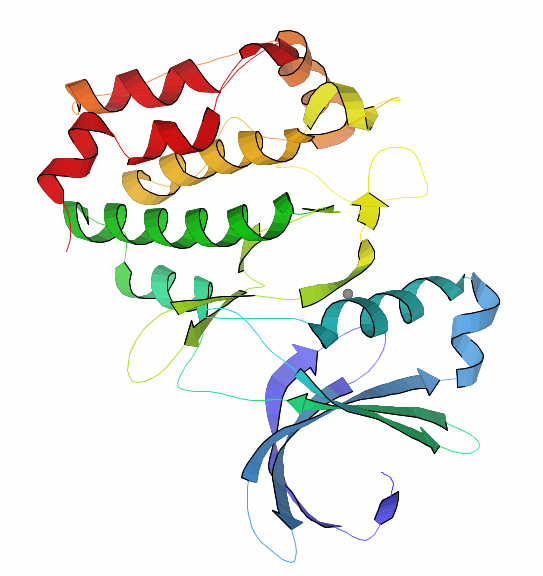
Domena kinazowa AURKA

Kinaza Aurora A (AURKA) – enzym kodowany przez gen AURKA w locus 20q13 (wcześniej określany STK15 albo STK6) należący do kinaz serynowo-treoninowych. Kinaza Aurora A bierze udział w kontroli procesów mitozy i mejozy w komórce. Jej aktywność regulowana jest na drodze jednej lub więcej fosforylacji, i największa jest w fazie G2 i M cyklu komórkowego.
W pracy z 2007 roku dowiedziono, że ludzie z polimorfizmem 91A w obydwu allelach genu AURKA mają statystycznie większe ryzyko (OR=1,87; 95% CI=1,09-3,21) zachorowania na raka sutka w porównaniu z homozygotami 91T, z wyłączeniem nosicieli mutacji w genach BRCA1/2, u których polimorfizm 91T>A nie wpływa na ryzyko zachorowania na te typy nowotworów.